# Превремена пензија
Превремена старосна пензија је једно од људских права у области социјалне заштите које осигураник може остварити према Закона о пензијском и инвалидском осигурању Републике Србије, ако је истовремено, испунио законске услове у погледу година живота и стажа осигурања.

## Услови за стицање права
Право на превремену старосну пензију осигураник стиче када наврши најмање 40 година стажа осигурања и најмање 60 година живота. Ова одредба у Републици Србији ће се у потпуности примењивати тек од 2024. године, јер је Законом прописан прелазни период у коме ће се ти услови у погледу навршења потребних година живота уводити поступно.

## Висина пензије и начин исплате
Висина превремене старосне пензије одређује се на исти начин као и висина старосне пензије, с тим што се износ тако одређене пензије трајно умањује за 0,34% за сваки месец пре навршених 65 година живота. Овај износ се може умањити највише до 20,4%.
Превремена старосна пензија се исплаћује од дана испуњења услова, ако је захтев поднет у року од шест месеци од дана испуњења услова прописаних за стицање права, односно од дана престанка осигурања, а ако је захтев поднет по истеку тог рока, од дана подношења захтева и за шест месеци уназад.
Ако се корисник превремене старосне пензије запосли, односно отпочети да обавља самосталну, односно пољопривредну делатност, по престанку тог запослења, односно обављања те делатности, има право на поновно одређивање висине пензије, под условом да је (по том основу) био осигуран најмање годину дана.